# Karaskola Ryga
Karaskola Ryga (łot. Karaskola Rīga) – łotewski klub piłkarski z siedzibą w stolicy kraju, mieście Ryga, działający w roku 1921.

## Historia
Chronologia nazw:
- 1921: Karaskola Ryga (łot. Karaskola Rīga)
- 1921: klub rozwiązano

Klub piłkarski Karaskola został założony w Rydze w 1921 roku. W tym że roku zespół startował w pierwszych niepodległych Mistrzostwach Łotwy. Po sześciu meczach zajmował ostatnią czwartą pozycję w tabeli. Jednak ze względu na szybko zbliżającą się zimę sezon nigdy nie ukończono. Klub nie przystąpił do rozgrywek w następnym sezonie i został rozwiązany.

## Sukcesy
- Mistrzostwa Łotwy:
  - 4 miejsce (1x): 1921 (niedokończone)